# Stenodynerus incurvitus
Stenodynerus incurvitus är en stekelart som beskrevs av Gusenleitner 2003. Stenodynerus incurvitus ingår i släktet smalgetingar, och familjen Eumenidae. Inga underarter finns listade i Catalogue of Life.